# Cross Gene
Cross Gene (estilizado como CROSS GENE; hangul: 크로스진) é um grupo masculino com base na Coreia do Sul que debutou no dia 11 de junho de 2012. Formado pela Amuse Korea, o grupo consiste hoje nos membros coreanos Shin, Seyoung, Sangmin e Yongseok. Eles lançaram seu mini-álbum de debut Timeless: Begins em 2012, que alcançou a oitava posição no Gaon weekly album chart.

## História

### 2012: Formação eTimeless: Begins
No dia 26 de maio de 2012, a Amuse Korea revelou que eles debutariam um grupo multinacional consistindo em cantores sul-coreanos, japoneses e chineses. Entre os membros está Shin Won-ho (Shin), um ator que já havia aparecido em dramas e anúncios televisivos. Terada Takuya, um modelo e ator da Amuse, foi anunciado na formação e com o debut do Cross Gene ele se tornou o primeiro idol de K-pop totalmente japonês. A companhia de entretenimento explicou o significado por trás do nome do grupo, afirmando que o grupo iria "cruzar os genes superiores de cada país para criar um grupo perfeito". O Cross Gene originalmente consistia em três membros coreanos, dois membros chineses e um membro japonês.
No dia 7 de junho, o grupo realizou seu primeiro showcase no Ax Korea concert hall. Eles lançaram seu primeiro mini-álbum, Timeless: Begins, no dia 8 de junho. Dez dias depois, uma versão limitada do mini-álbum foi lançada. Timeless: Begins debutou na nona posição no Gaon weekly album chart, e alcançou a oitava posição na semana seguinte.

### 2013: Mudanças de membros, promoções japonesas eWith U
Em janeiro de 2013, a Amuse Korea anunciou que Seyoung se juntaria ao Cross Gene como novo membro. Ele substituiu J.G., que saiu do Cross Gene para começar uma carreira como artista solo. Seguindo a saída de J.G., Takuya deixou a posição de líder e a posição foi dada ao Shin em seu lugar.
No dia 27 de fevereiro, o Cross Gene lançou seu single de debut japonês, "Shooting Star". A canção foi apresentada pela primeira vez durante um evento promocional do drama Big no Japão. Seu single album japonês foi lançado no dia 13 de março, seguido do single digital "Crazy" no dia 29 de maio. No dia 31 de maio, o Cross Gene realizou seu primeiro concerto japonês, Cross U, no Shibuya O-East,, durante o qual o grupo falou sobre a saída de J.G. e a mudança de líder.
NO dia 1 de agosto, o Cross Gene lançou o single digital "Dirty Pop", seguido de um photobook CD especial, With U. O photobook foi um lançamento limitado que não foi disponibilizado fora dos locais de concerto até o fim de 2014. O Cross Gene realizou mais dois concertos With U no dia 22 de agosto no Shibuya Public Hall e uma apresentação bis no dia 31 de agosto no Umeda Club Quattro. O concerto do Shibuya Public Hall seria mais tarde lançado em DVD no mesmo formato de photobook que o EP de With U.
Cross Gene Planet, o fansite japonês oficial, foi lançado no dia 2 de setembro. Durante a parte final do ano, o Cross Gene lançou mais três singles digitais no Japão: "My Love Song" em Outubro, "Page of Love" em Novembro, e "Aurora" em Dezembro. Durante o mês de Novembro, o Cross Gene também iniciou atividades na China, se apresentando na ATV no concurso Mr. Asia. Eles também realizaram um fanmeeting e apresentação no Dragon Centre em Hong Kong. No dia 28 de novembro, o Cross Gene recebeu um Rookie Award no 21º Korean Culture and Entertainment Awards.
A terceira apresentação ao vivo do Cross Gene no Japão, Rock U, foi realizada no dia 6 de dezembro no Umeda Club Quattro e nos dias 14 e 15 de dezembro como parte do Amuse Musical Theatre. Seguindo a conclusão de Rock U, o grupo sugeriu um próximo projeto – Project Z. Eles também participaram do concerto Super Handsome Live 2013 nos dias 26 e 27 de dezembro como um ato de apoio.

### 2014: Singles digitais,ZEDDe outras aparições
No começo de 2014, o Cross Gene viajou para Los Angeles para filmar para o filme ZEDD.
No dia 6 de abril, um teaser visual do single "Amazing (Bad Lady)" foi lançado no canal de Youtube oficial seguido de um tasear do vídeo musical no dia 14. Seu comeback estava inicialmente agendado para do dia 21 de abril mas foi adiado por respeito às vítimas do Naufrágio do Sewol e suas famílias.
No dia 19 de maio, o Cross Gene retornou a Hong Kong para se apresentar no especial de 50º aniversário da ATV. Eles também realizaram um segundo fanmeeting e apresentação no Dragon Centre em Hong Kong.
O grupo lançou o single digital coreano "Amazing (Bad Lady)" no dia 9 de junho, após quase dois anos de ausência. Entretanto, Casper esteve fora de todas as promoções relacionadas depois de sofrer uma lesão no quadril/região lombar. No dia 26 de junho, o Cross Gene lançou o vídeo musical da versão coreana de "Shooting Star". No dia 28 de junho, eles realizaram sua quarta apresentação ao vivo no Japão, Amazing de Show, na Differ Ariake Arena em Tokyo. Casper conseguiu voltar e se apresentar com eles. Outro programa, Cross Show: ZEDD, foi anunciado para Outubro. Durante Julho e Agosto, o Cross Gene participou de festivais japoneses de música incluindo Amuse BBQ 2014, Summer Sonic Festival em Osaka, e como o ato de abertura do Asia Departure na ilha de A-Nation. Takuya também se juntou ao programa de televisão coreano [[Non-Summit}} como representante do Japão.
No dia 10 de setembro, Cross Gene lançou o vídeo musical de "Billion Dolla", a faixa tema do filme ZEDD, que foi lançado em DVD no dia 24 de setembro. Cross Gene apresentou Cross Show: Zedd em Tokyo nos dias 12 e 13 de outubro com um total de quatro shows, dois por dia. Durante Cross Show: Zedd, eles anunciaram um comeback japonês agendado para o dia 14 de janeiro de 2015 com um novo single intitulado "Future". Eles também postaram uma nota em seu fancafe coreano no dia seguinte sobre a pretensão de um comeback coreano em novembro de 2014. No dia 10 de novembro, Cross Gene lançou seu segundo single digital "I'm Not a Boy, Not Yet a Man".
Os vocalistas principais do Cross Gene, Seyoung e Yongseok, foram ambos escalados para diferentes performances teatrais a partir de Novembro. O Cross Gene também se apresentou no Festival Skechers  Sundown em Singapura no dia 22 de Novembro e como parte do Super Handsome Live 2014 nos dias 26, 27 e 28 de dezembro no Pacifico Yokohama.

### 2015: Promoções coreanas e japonesas
Shin foi escalado como um participante regular do Aja Aja Friday da  FM Yokohama e Seyoung continuou se apresentando com o musical coreano Bachelor's Vegetable Store nas suas apresentações japonesas. O segundo single japonês do Cross Gene, "Future", foi lançado no dia 14 de janeiro. Ele ficou em quarto lugar nas paradas do Oricon's Daily Singles, alcançando o terceiro lugar cinco dias depois. Future alcançou quinto lugar nas paradas do Oricon Weekly singles. Aja Aja Friday parou de ir ao ar no fim de Março e Shin de mudou para seu próprio programa Shin-Kun no Yoru no Chuusday que vai ao ar as 23:30 todas as noites de terças-feiras na FM Yokohama.
Cross Gene então retornou para a Coreia com "Play With Me" no dia 12 de abril, lançando também seu terceiro mini-álbum de mesmo nome. Play With Me entrou para GAON Albums Chart em sétimo lugar nas paradas semanais. "Play With Me" foi também nomeado a Canção da Semana no The Show da SBS MTV três vezes durante suas promoções.
Em seguida, Cross Gene retornou ao Japão com seu terceiro single "Love & Peace", uma faixa que foi incluída na trilha sonora original de Dual Master Revolution. O single, lançado no dia 25 de julho, foi o primeiro single para o qual eles escreveram a letra. O lançamento físico de Love & Peace foi brevemente adiado e foi anunciado que seria lançado um single de dois lados com a faixa "Shi-Tai!" assim como a faixa anunciada anteriormente, "Miracle", no dia 7 de outubro. "Miracle" foi a segunda canção lançada que foi escrita pelos membros do Cross Gene. Love & Peace/Shi-Tai! estreou nas paradas do Oricon Daily Singles em segundo lugar, alcançando o primeiro. Ele ficou em segundo nas paradas semanais, e em 74º no Oricon Yearly Singles Chart.
Cross Gene realizou seu primeiro concerto na Coreia, Be Happy Together Live (Xmas Eve Eve Night), no dia 23 de dezembro. Os ingressos para o show esgotaram dentro do primeiro minuto de vendas. Esse foi o primeiro de dois concertos, o segundo sendo realizado no Japão no ano seguinte.

### 2016-2017:Game,Ying YangeMirror
No dia 21 de janeiro de 2016, o Cross Gene lançou seu terceiro mini-álbum, Game, junto ao vídeo musical da faixa título "Noona, You".
Em junho de 2016, o Cross Gene lançou um álbum japonês completo, Ying Yang. O álbum consistia em 14 faixas incluindo a faixa título "Ying Yang", uma canção para os fãs, "Tegami" ("carta" em japonês), e outras cinco canções previamente lançadas:"Keep on Dancing", "Love Game", "Sobani Ite", "Dreamer" e "No No No". Shin também foi escalado para interpretar Tae Oh no drama coreano Legend of the Blue Sea, estrelando ao lado de Lee Min-ho e Jun Ji-hyun. O drama estreou seu primeiro episódio no dia 16 d novembro de 2016 e seu último episódio foi ao ar no dia 25 de janeiro de 2017.
O quarto mini-álbum do Cross Gene, Mirror, foi lançado no dia 8 de fevereiro com a faixa título "Black Or White".
No dia 31 de Agosto foi revelado que o membro Casper deixou o grupo. A companhia anunciou que não tinha planos de adicionar novos membros ao grupo e que eles ficariam como um grupo de 5 membros.
Pouco depois, no dia 8 de setembro, foi anunciado que os membros Seyoung, Sangmin e Yongseok seriam membros de uma nova sub-unit, X HEARTS (크로스하츠). Eles realizaram quatro mini-ao vivos, titulados U&I=ONE, em três diferentes cidades: Jeonju (16 de setembro), Busan (17 de setembro) e mais dois em Seul (24 de setembro). O membro Shin também foi escalado para aparecer no drama 20th Century Boy and Girl como o irmão mais novo de Han Ye-seul, Sang Min-ho. Seu primeiro episódio estava programado para ir ao ar no dia 2 de outubro, mas foi adiado. Os 4 primeiros episódios estrearam na segunda, dia 9 de outubro.

### 2018-Presente:Zero, mais atividades individuais
Em fevereiro de 2018, o membro Yongseok participou do musical japonês My Bucket List como Kanggu, junto de Taewoong (Snuper), Injun (DGNA) e os atores de musical Minsu e Kim Namho. No mesmo mês foi anunciado que o Cross Gene teria um concerto no Japão intitulado Utopia, no dia 30 de abril.
No dia 23 de abril, o primeiro teaser do tão aguardado comeback coreano do Cross Gene foi lançado. Seu quinto mini-álbum coreano intitulado Zero seria lançado no dia 8 de maio. Zero tem 4 faixas, 2 das quais são as faixas título. Junto às canções há 2 M/Vs oficiais (Touch It, Fly), 1 short vídeo (Dystopia) e 1 M/V dirigido pelos próprios membros (Believe Me). Uma das canções do álbum, Dystopia, foi lançada previamente no dia 30 de abril. No showcase de Zero, Shin revelou que iria interpretar um papel no drama Risky Romance. Nele, ele interpreta Choi Jae-seung.
Takuya foi colocado para interpretar Abraham novamente na versão japonesa do musical Altar Boyz. Ele interpretou o mesmo papel na versão de 2017 também. Yongseok performaria em outro musical japonês da mesma forma, intitulado Voice. Em agosto, Yongseok participou de My Bucket List novamente, embora desta vez o lado oposto de seu primeiro papel, Haegi. Os outros protagonistas neste musical foram Karam (DGNA), Sunwoo (Boys Republic) e, mais uma vez, o ator de musical Kim Namho. Seyoung foi colocado para interpretar Puck no musical japonês Shakespeare's A Midsummer Night's Dream, de 14 a 17 de setembro.
No dia 10 de dezembro, foi revelado que Takuya deixou o grupo para seguir a carreira de ator e modelo.

## Integrantes

### Atuais
- Seyoung (Hangul: 세영)
- Shin (Hangul: 신)
- Sangmin (Hangul: 상민)
- Yongseok (Hangul: 용석)

### Ex-Integrantes
- Casper (Hangul: 캐스퍼)
- J.G (Hangul: 제이지)
- Takuya (Hangul : 타쿠야)

## Discografia

### Álbuns de estúdio
| Título                                                                             | Detalhes do álbum                                                                                   | Melhores posições nos charts | Vendas       |         |         |         |
| Título                                                                             | Detalhes do álbum                                                                                   | JPN                          | Vendas       |         |         |         |
| Japonês                                                                            | Japonês                                                                                             | Japonês                      | Japonês      | Japonês | Japonês | Japonês |
| ---------------------------------------------------------------------------------- | --------------------------------------------------------------------------------------------------- | ---------------------------- | ------------ | ------- | ------- | ------- |
| Ying Yang                                                                          | - Lançamento: 29 de junho de 2016 - Gravadora: Universal Japan - Formato: CD, DVD, digital download | 12                           | - JPN: 6,796 |         |         |         |
| "—" significa que não foi encontrado informações ou não foi lançado em tal região. | |                              |              |         |         |         |

### Extended Plays
| Título                                                                             | Detalhes do álbum | Melhores posições nos charts | Melhores posições nos charts | Vendas        |        |        |        |
| Título                                                                             | Detalhes do álbum | KOR                          | JPN                          | Vendas        |        |        |        |
| Korean                                                                             | Korean | Korean                       | Korean                       | Korean        | Korean | Korean | Korean |
| ---------------------------------------------------------------------------------- | --- | ---------------------------- | ---------------------------- | ------------- | ------ | ------ | ------ |
| Timeless: Begins                                                                   | - Lançamento: 11 de junho de 2012 - Gravadora: Amuse Korea, Universal Korea - Formato: CD, digital download Faixas 1. One Way Love 2. Sky High 3. For This Love 4. La-Di Da-Di 5. My Lady 6. La-Di Da-Di (Inst.) | 8                            | 187                          | - KOR: 5,940+ |        |        |        |
| Play With Me                                                                       | - Lançamento: 13 de abril de 2015 - Gravadora: Amuse Korea, Universal Korea - Formato: CD, digital download Faixas 1. Amazing (Bad Lady) 2. Watch Out 3. My Love Song 4. Play with Me (나하고 놀자) 5. I'm Not a Boy, Not Yet a Man (어려도 남자야) 6. Holiday                                                               | 7                            | 65                           | - KOR: 4,819+ |        |        |        |
| Game                                                                               | - Lançamento: 21 de janeiro de 2016 - Gravadora: Amuse Korea, Universal Korea - Formato: CD, digital download Faixas 1. Noona, You (누나 너 말야) 2. My Face 3. Kki (끼) 4. I'll Be Fine 5. Mr. Secret 6. Noona, You (누나 너 말야) [Inst.]                                                                                  | 13                           | —                            | - KOR: 5,728  |        |        |        |
| Mirror                                                                             | - Lançamento: 8 de fevereiro de 2017 - Gravadora: Amuse Korea, LOEN Entertainment - Formato: CD, digital download Faixas 1. Black or White (검은색 또는 흰색) 2. Black Mind (검은 마음) 3. White Mind (하얀 마음) 4. Love Guide (연애지침서) 5. Black or White (검은색 또는 흰색) [Inst.] 6. Love Guide (연애지침서) [Inst.] | 2                            | 120                          | - KOR: 12,909 |        |        |        |
| Zero                                                                               | - Lançamento: 8 de maio de 2018 - Gravadora: Amuse Korea, LOEN Entertainment - Formato: CD, digital download Faixas 1. Dystopia 2. Touch It (달랑말랑) 3. Believe Me 4. Fly (비상) 5. Touch It (달랑말랑) [Inst.] 6. Fly (비상) [Inst.]                                                                                      | 5                            | —                            | - KOR: 18,319 |        |        |        |
| Japanese                                                                           | |                              |                              |               |        |        |        |
| Timeless: Future                                                                   | - Lançamento: 21 de novembro de 2012 - Gravadora: Amuse, Inc., Universal Japan - Formato: CD, digital download Faixas 1. La-Di Da-Di (versão japonesa) 2. Sky High (versão japonesa) 3. One Way Love (versão japonesa) 4. For This Love (versão japonesa) 5. New Days 6. La-Di Da-Di (Inst.) 7. New Days (Inst.)             | —                            | 203                          |               |        |        |        |
| With U                                                                             | - Lançamento: 22 de agosto 2013 - Gravadora: Amuse, Inc., Universal Japan - Formato: CD Faixas 1. Crazy (versão japonesa) 2. Crazy (versão inglesa) 3. Dirty Pop (versão japonesa) 4. Dirty Pop (versão coreana) 5. Page of LovE (versão coreana) 6. Crazy (Inst.) 7. Dirty Pop (Inst.) 8. Page of LovE (Inst.)              | —                            | —                            |               |        |        |        |
| "—" significa que não foi encontrado informações ou não foi lançado em tal região. | |                              |                              |               |        |        |        |

### Singles
| Título                                                                             | Ano     | Melhores posições nos charts | Melhores posições nos charts | Vendas         | Álbum             |         |
| Título                                                                             | Ano     | KOR                          | JPN                          | Vendas         | Álbum             |         |
| Coreano                                                                            | Coreano | Coreano                      | Coreano                      | Coreano        | Coreano           | Coreano |
| ---------------------------------------------------------------------------------- | ------- | ---------------------------- | ---------------------------- | -------------- | ----------------- | ------- |
| "La-Di Da-Di"                                                                      | 2012    | 120                          | —                            | —              | Timeless: Begins  |         |
| "Sky High"                                                                         | 2012    | 139                          | —                            | —              | Timeless: Begins  |         |
| "Amazing (Bad Lady)"                                                               | 2014    | —                            | —                            | —              | Play With Me      |         |
| "I'm Not a Boy, Not Yet a Man"                                                     | 2014    | —                            | —                            | —              | Play With Me      |         |
| Japonês                                                                            |         |                              |                              |                |                   |         |
| "Shooting Star"                                                                    | 2013    | —                            | 19                           | —              | Ying Yang         |         |
| "Crazy"                                                                            | 2013    | —                            | —                            | —              | Ying Yang         |         |
| "Dirty Pop"                                                                        | 2013    | —                            | —                            | —              | Non-album singles |         |
| "My Love Song"                                                                     | 2013    | —                            | —                            | —              | Non-album singles |         |
| "Page of Love"                                                                     | 2013    | —                            | —                            | —              | Non-album singles |         |
| "Aurora"                                                                           | 2013    | —                            | —                            | —              | Ying Yang         |         |
| "Future"                                                                           | 2015    | —                            | 5                            | - JPN: 14,425+ | Ying Yang         |         |
| "Love & Peace/Shi-tai!"                                                            | 2015    | —                            | 2                            | - JPN: 86,128+ | Ying Yang         |         |
| "—" significa que não foi encontrado informações ou não foi lançado em tal região. |         |                              |                              |                |                   |         |

### DVDs
| Título            | Detalhes do álbum                                                                        | Melhores posições nos charts |
| Título            | Detalhes do álbum                                                                        | JPN                          |
| ----------------- | ---------------------------------------------------------------------------------------- | ---------------------------- |
| With U Japan Live | - Lançamento: December 16, 2013 - Gravadora: Amuse, Inc., Universal Japan - Formato: DVD | —                            |

## Vídeos Musicais
| Ano  | Vídeo Musical                     | Duração | Álbum                  |
| ---- | --------------------------------- | ------- | ---------------------- |
| 2012 | "La-Di Da-Di"                     | 3:15    | Timeless: Begins       |
| 2012 | "Sky High"                        | 3:14    | Timeless: Begins       |
| 2012 | "For This Love"                   | 2:50    | Timeless: Begins       |
| 2012 | "La-Di Da-Di" (versão japonesa)   | 3:15    | Timeless: Future       |
| 2012 | "For This Love" (versão japonesa) | 3:13    | Timeless: Future       |
| 2013 | "Shooting Star"                   | 4:37    | Ying Yang              |
| 2014 | "Amazing (Bad Lady)"              | 2:45    | Play With Me           |
| 2014 | "Shooting Star" (versão coreana)  | 4:37    | Shooting Star (single) |
| 2014 | "Billion Dolla"                   | 6:29    | Future (single)        |
| 2014 | "I'm Not a Boy, Not Yet a Man"    | 3:50    | Nahago Nolja           |
| 2014 | "Future"                          | 4:11    | Ying Yang              |
| 2015 | "Play With Me"                    | 4:00    | Play With Me           |
| 2015 | "Play With Me" (dance version)    | 3:31    | Play With Me           |
| 2015 | "Play With Me" (lip sync version) | 3:31    | Play With Me           |
| 2015 | "Love & Peace"                    | 4:36    | Ying Yang              |
| 2015 | "Shi-tai!"                        | 3:24    | Ying Yang              |
| 2016 | "Noona, You"                      | 3:29    | Game                   |
| 2016 | "Ying Yang"                       | N/A     | Ying Yang              |
| 2017 | "Black or White" (Drama Version)  | 5:56    | Mirror                 |
| 2017 | "Black or White" (Dance Version)  | 4:14    | Mirror                 |
| 2017 | "Love Guide"                      | 3:06    | Mirror                 |
| 2018 | "Touch It"                        | 4:28    | Zero                   |
| 2018 | "Touch It" (Dance Version A)      | 3:36    | Zero                   |
| 2018 | "Touch It" (Dance Version B)      | 3:36    | Zero                   |
| 2018 | "Fly"                             | 3:18    | Zero                   |
| 2018 | "Fly" (Dance Version)             | 3:18    | Zero                   |
| 2018 | "Believe Me"                      | 4:41    | Zero                   |

## Filmografia
Nota: Para a filmografia individual dos membros, ver seus próprios artigos.
| Ano  | Título                                                         | Canal  | Notas |
| ---- | -------------------------------------------------------------- | ------ | --- |
| 2012 | Cross BattLE                                                   | HTB    | Reality TV show |
| 2014 | ZEDD                                                           | -      | Filme- Shin como Nine, Seyoung como Zero, Casper como Six Hundred, Yongseok como Seven, Sangmin como Thirteen and Takuya como Xi |
| 2018 | 会いtime!～ CROSS GENEシアター (Ai Time!～ CROSS GENE Theater) | BS NTV | Reality TV show |

## Concertos
- Cross Gene 1st Concert In Japan "Cross U" (2013)
- Cross Gene 2nd Concert In Japan "With U" (2013)
- Cross Gene Live In Japan "Rock U" (2013)
- Cross Gene Concert In Japan "Cross Show: Zedd" (2014)
- Cross Gene Concert In Seoul "Be Happy Together - X Mas Eve Night" (2015)
- Cross Gene Live In Japan "Be Happy Together - New Year Luv Night (2016)
- Cross Gene Live "Mirror" (2017)
- Cross Gene Japan Live "Utopia" (2018)

## Prêmios e nomeações

### Korea Cultural Entertainment Awards
| Ano  | Nomeação   | Prêmio             | Resultado |
| ---- | ---------- | ------------------ | --------- |
| 2013 | Cross Gene | K-Pop Rookie Award | Venceu    |